# Mettnau

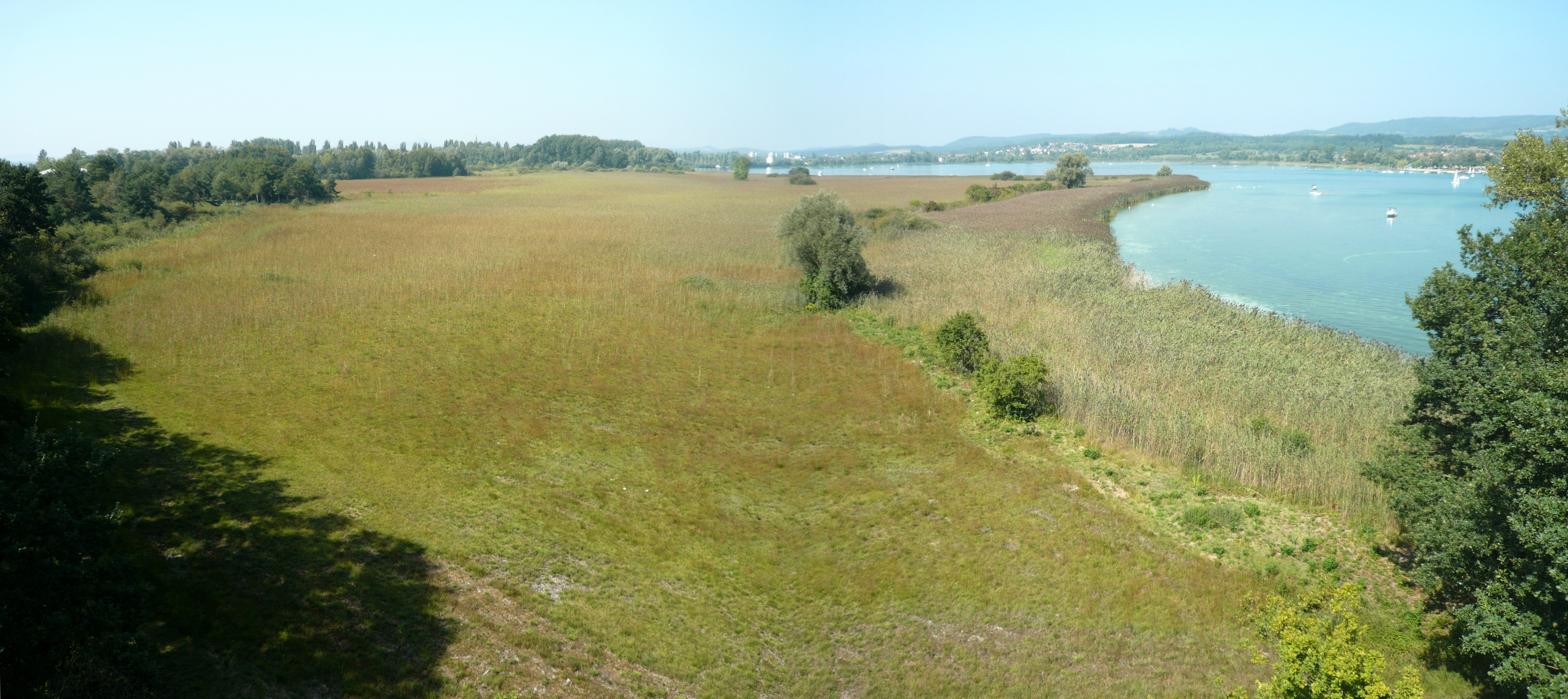

Mettnau est une péninsule située au nord de l'Untersee, la partie inférieure du lac de Constance. Localisée à l'est de la ville de Radolfzell, elle sépare deux portions de l'Untersee, le Zeller See au sud et le Markelfinger Winkel au nord. Elle s'étend sur 3,5 km de longueur, pour une largeur qui ne dépasse pas 800 m (superficie totale: 140 hectares).
La plus grande partie de Mettnau est occupée par une réserve naturelle créée en 1926 par la ville de Radolfzell. En 1984, sa superficie a été portée à 140 hectares.